# Dystasia bella
Dystasia bella là một loài bọ cánh cứng trong họ Cerambycidae.